# Robert Schuman
|  | Aquest article tracta sobre el polític i economista francès. Si cerqueu el músic alemany, vegeu «Robert Schumann». |

Robert Schuman, amb el nom de naixement Jean-Baptiste Nicolas Robert Schuman, (ciutat de Luxemburg, Luxemburg, 29 de juny de 1886 - Scy-Chazelles, França, 4 de setembre de 1963) fou un polític francès, diverses vegades ministre i dos cops president del Consell de França. És considerat metafòricament el «Pare d'Europa» —juntament amb Konrad Adenauer, Paul-Henri Spaak, Jean Monnet i Alcide De Gasperi— per haver presentat davant de més de dos-cents periodistes la coneguda Declaració Schuman, escrita i preparada juntament amb Jean Monnet, precursora del que serien les Comunitats Europees, i més tard, l'actual Unió Europea. Molt religiós, fou proclamat servent de Déu per l'Església catòlica, i està en curs la seva causa de beatificació.

## Biografia
Era fill de pare francès i de mare luxemburguesa. El seu pare era oriünd del departament francès de Mosel·la, i va servir a l'exèrcit francès durant la Guerra francoprussiana de 1870, després de la qual va adoptar la nacionalitat alemanya, després que Alsàcia i Lorena fossin annexionades per l'imperi Alemany. Després d'establir-se a Luxemburg fou considerat com un alemany igual que la seva esposa, convertida en alemanya a causa del seu vincle matrimonial.
La seva educació familiar està emmarcada per la profunda pràctica del catolicisme. El 1904 finalitzà els seus estudis secundaris a Metz i inicià l'estudi de dret a les universitats de Múnic, Bonn, Estrasburg i Berlín, on es graduà l'any 1911 en dret civil. L'any següent inicià la seva activitat professional en un bufet d'advocats a Metz. Abandonà la idea d'entrar al seminari per esdevenir sacerdot. A la universitat Schuman forma part de la corporació Unitas, integrada principalment per seminaristes i estudiants de teologia.

## Primera Guerra Mundial
Per raons de salut no va fer el servei militar, però en esclatar la Primera Guerra Mundial, el reclutament s'intensifica, per la qual cosa és cridat a files per l'administració alemanya a causa de les seves competències jurídiques. Incorporat al servei auxiliar va ser instal·lat a Metz en una unitat de no combatents, on realitza funcions de soldat secretari durant un any. Després de ser rellevat del seu càrrec és nomenat adjunt de l'administració a Bolchen, on roman fins a la fi de la guerra l'any 1918, continuà paral·lelament amb el seu treball en el despatx d'advocat de Metz.

## Període d'entre guerres
Una vegada acabada la guerra s'inscriu com a advocat a Metz, estatut que conservarà tota la seva vida. La seva formació de jurista i el seu coneixement del francès fa que les autoritats el convidin a participar en la reintegració d'Alsàcia i Lorena.
Els catòlics de Lorena van inquietar-se per la integració a l'estat francès, temorosos d'aquesta república que consideraven com a anticlerical. La dissolució dels ordes religiosos (1902-1904) a França i la separació de l'estat i de l'església (1905), que va suprimir tota subvenció del culte per l'estat, no van ser aplicades en els territoris ocupats per alemanya. Aquestes regions vivien encara sota el concordat del 1801. Per defensar aquesta particularitat, Schuman és sol·licitat pels grups catòlics per a presentar-se com a diputat, resultant escollit pel càrrec l'any 1919 com a representant de Mosel·la per la circumscripció de Thionville, càrrec que ocuparia durant tota la seva carrera.
En el parlament francès, però, fou acusat d'haver format part de l'exèrcit alemany, encara que la denúncia no progressà. En aquesta època impulsa la formació de seccions departamentals de la Confederació francesa de treballadors cristians (CFTC) a Mosel·la.
Durant la dècada del 1920 s'associa als esforços de pau i l'acció del president Aristide Briand (1924-1932) que busca l'aproximació entre la República de Weimar i la França del govern de Raymond Poincaré. Després dels atacs per part d'Itàlia a Etiòpia es mostra favorable a les sancions imposades per la Societat de Nacions, per contra però es mostra partidari dels acords de Múnic de 1938.
Desfavorable del Front Popular (1936-1938), sempre mostrà simpaties per Léon Blum. La seva activitat parlamentària fou modesta, de 1929 a 1939 fou membre de la comissió de finances de l'Assemblea Nacional. Va romandre al Senat sense interrupció fins a l'any 1940. Inicialment inscrit en el partit Union Républicaine Lorraine, associat al Bloc National de Raymond Poincaré, a partir de l'any 1931 fou membre del Démocrate Populaire, un dels orígens del MRP.

## Segona Guerra Mundial
Schuman fou nomenat subsecretari d'estat per als refugiats en l'administració de Paul Reynaud formada el 21 de març de 1940 - període conegut amb el nom de drôle de guerre ('guerra de mentida'), càrrec que conservà durant el primer govern del mariscal Philippe Pétain. Favorable d'atorgar plens poders a Pétain es negà a participar en aquest govern i retornà a Metz on fou fet presoner per la Gestapo el 14 de setembre de 1940 després de rebutjar la sol·licitud de cooperació presentada pels nazis. Fou posat sota custòdia del Palatinat Renà l'abril de 1941, d'on posteriorment assolí evadir-se a l'agost de 1942. Refugiat a la zona lliure, va romandre ocult en diferents monestirs fins a l'expulsió dels nazis.

## Postguerra
Després de la invasió de França pels aliats i la consegüent expulsió del wehrmacht, el setembre de 1944 el general De Lattre al comandament de l'exèrcit francès fa cridar Schuman a fi de tenir un conseller experimentat en assumptes d'Alsàcia-Lorena. Tres setmanes després el ministre de guerra, André Diethelm, exigeix que Schuman sigui arrestat. La societat de Metz acull Schuman, però les autoritats el tracten com un exministre de Pétain i parlamentari que votà a favor dels seus plens poders. És considerat com "indigne", però a pesar d'això és col·locat en el comitè departamental d'alliberament on tracta de moderar la depuració.
El 24 de juliol de 1945 escriu al general Charles de Gaulle i aconsegueix que arxivin l'expedient en contra seu. Es proclama la seva innocència en l'alta cort al setembre següent, cosa que li permet reprendre el seu lloc en la vida política del país.
Ràpidament es converteix en un dels líders principals de la Quarta República Francesa, sent nomenat Ministre de finances entre 1946 i 1947, en els governs de Georges Bidault i Paul Ramadier, en un moment crucial on la inflació i el mercat negre prenen força.
El novembre de 1947 és nomenat president del Consell, càrrec que desenvolupà fins al juliol de 1948, sent acusat d'haver estat un oficial alemany pel comunista Jacques Duclos. En caure el seu govern és nomenat Ministre d'Afers exteriors, càrrec que ocupa fins a 1952. El seu bilingüisme li és útil en les relacions que implementa amb Alemanya, on pronuncia conferències en l'idioma local.

## Política europeista
L'opinió francesa vacil·là entre diverses possibilitats pel que fa al futur immediat de l'Alemanya derrotada. La majoria prefereix exercir un control aliat a l'Alemanya descentralitzada, un híbrid entre la Confederació Germànica (1815-1866) i la Federació Alemanya del Nord (1867-1871). És aquesta la posició de Charles de Gaulle i els seus successors fins al 1947, unes opinions que preferien desmantellar les fonts institucionals i culturals del militarisme alemany i enfortir les relacions intraeuropees.
Al març 1948 es crea la Unió Europea Occidental (unió diplomàtica i militar) entre França, Bèlgica i el Regne Unit, com a resposta a la presa de poder dels comunistes a Praga. Aquesta Unió va servir de base per a la creació de l'Organització del Tractat de l'Atlàntic Nord (OTAN) l'any 1949.
La fusió de les unions duaneres del Benelux, sorgida entre guerres i concretada el 1948 i un projecte d'unió entre França i Itàlia iniciat el 1947, fracassat però finalment el 1951, foren les bases de laboratori per a la futura creació de la Comunitat Econòmica Europea (CEE). Així mateix la creació l'any 1949 del Consell d'Europa és una de les primeres bases per preparar la confederació d'estats europeus.

## Declaració Schuman
Schuman no disposava de grans qualitats com a orador però això no va impedir que pronunciés un dels discursos més transcendentals en la història europea. El 9 de maig de 1950 es va dirigir a més de dos-cents periodistes per a presentar una declaració, preparada al costat de Jean Monnet, considerada com la primera proposta oficial per a la construcció d'una Europa integrada i que es coneix a partir d'aquesta data com la Declaració Schuman. Aquest dia va néixer l'Europa comunitària, actualment concretitzada en la Unió Europea (UE).
En el seu discurs Schuman proposava la creació d'una comunitat franco-alemanya per a aprofitar conjuntament el carbó i l'acer dels dos països, en un moment que Alemanya produeix el doble d'acer que França. Una vegada en funcionament, s'ampliaria la comunitat a altres països europeus per a formar un espai de lliure circulació de persones, mercaderies i capitals. Aquest sistema creuat d'interessos evitaria la possibilitat d'una nova guerra. Cinc anys després de la capitulació de l'Alemanya nazi es presenta aquest projecte de cooperació europea.
| «                | Extracte: «Europa no es farà d'una vegada ni en una obra de conjunt: es farà gràcies a realitzacions concretes, que creuen en primer lloc una solidaritat de fet. L'agrupació de les nacions europees exigeix que l'oposició secular entre França i Alemanya quedi superada, pel que l'acció empresa ha d'afectar en primer lloc a França i Alemanya.» | » |
| — Robert Schuman | |   |

A la cimera de Milà de 1985 els Caps d'Estat i de govern van decidir establir el 9 de maig com el Dia d'Europa.

## Inicis de la Unió Europea
Schuman va signar el Tractat de París, del 18 d'abril de 1951, constituint la Comunitat Europea del Carbó i de l'Acer (CECA) entre Alemanya, Bèlgica, França, Itàlia, Luxemburg i els Països Baixos.
Posteriorment va impulsar el pla per a la formació d'un exèrcit europeu denominat Comunitat europea de Defensa, iniciativa rebutjada per part francesa l'any 1954.
Va planejar al costat de Konrad Adenauer l'Estatut del Sarre. Aquesta iniciativa buscava dotar a aquest estat alemany que es trobava ocupat per l'exèrcit francès després del final de la guerra, d'un estatut europeu que el convertiria en la seu de les institucions europees i en la "Capital d'Europa". Els dos líders decidiren fer aprovar la mesura per referèndum, confiats del seu resultat positiu. No obstant això els ciutadans del Saarland es pronuncien en contra d'aquest estatut i a favor de la seva reintegració a l'Alemanya Occidental.
L'any 1958 fou nomenat el primer president de l'assemblea parlamentària europea, càrrec que ocupà fins al 1960. En aquest període presideix en conjunt la CEE-CECA-CEEA on els membres són designats pels seus estats d'origen i on la seva funció és merament consultiva.
L'any 1958 li fou concedit el Premi Internacional Carlemany, concedit per la ciutat d'Aquisgrà, en reconeixement dels seus esforços en favor de la integració europea.

## Últims anys
A l'octubre de 1959, durant una visita oficial a Itàlia, es manifestaren els primers símptomes de la malaltia que afectarà progressivament la salut de Schuman, quan enmig d'una conferència de premsa perd la lucidesa a conseqüència d'una esclerosi múltiple.
Després de retirar-se definitivament de l'Assemblea parlamentària europea, Schuman inicia la redacció del seu únic llibre, "Per Europa", amb la idea de fer descobrir les seves intuïcions europees. Pocs mesos després cedeix l'escrit a un amic proper donant-li la llibertat de publicar-lo després de la seva mort.
L'estiu de 1963 Schuman té moltes dificultats per articular paraules i solament és capaç de mirar i prendre la mà del seu interlocutor. Alguns dies abans de la seva mort, el Bisbe de Metz, després d'administrar-li la unció dels malalts, li fa lectura d'una carta que el papa Pau VI havia escrit per a ell. El 4 de setembre de 1963, a les nou hores i trenta minuts, morí a la seva residència de Metz.
Solament un representant de l'estat francès, vicepresident de l'Assemblea nacional, va assistir a les exèquies. La ràdio i la televisió de França van dedicar una curta emissió a la cobertura de la seva defunció. Les restes de Schuman estan sepultats en l'església de Sant Quintí de Scy-Chazelles.

## Procés de beatificació
L'Església Catòlica Romana, a instància del bisbe de Metz Pierre Raffin, n'ha obert el procés de beatificació el 1991. El 2004, el procés diocesà acabà i l'expedient format fou enviat al Vaticà, on la Comissió per a les Causes dels Sants l'ha d'estudiar.